# Mogwai
Mogwai je škotski post-rock sastav iz Glasgowa. Osnovan je 1995. godine. Zvuk im je prepoznatljiv po dugim gitarskim dionicama obilježenih dinamičkim kontrastima, melodičnim basističkim linijama i čestim korištenjem distorzije i efekata. Dugo su godina svirali pod poznatom glasgowskom neovisnom etiketom Chemikal Underground, a poslije su objavili izdanja pod drugim etiketama kao što su Matador u SAD i Play It Again Sam u Uj. Kraljevstvu. Danas izdaju pod svojom etiketom Rock Action Records u Uj. Kraljevstvu i Sub Pop u Sjevernoj Americi. Ranih dana često ih je promovirao John Peel , i imali su sedam sesija kod Peela od 1996. do 2004. godine. Peel je također snimio kratki uvod u kompilaciju Government Commissions: BBC Sessions 1996–2003. Mogwai je izvršio znatan utjecaj na sludge metal sastave Isis, Cult of Luna, Pelican i Callisto - korištenjem single-note delayed gitarskih riffova pomoću delay-pedale. 
Postavu sastave čine vokal Stuart Braithwaite na gitari (od 1995. do danas), vokal John Cummings na gitari (od 1995. do danas), vokal Barry Burns na gitari, bas-gitari, klavijaturama, flauti, pianu i sintesajzeru (od 1998. do danas), bas-gitarist Dominic Aitchison (od 1995. do danas) i bubnjar Martin Bulloch (od 1995. do danas). Bivši je član Brendan O'Hare koji je 1997. svirao na klavijaturama i gitari. Povremeno se na turnejama pojavljivao Luke Sutherland na violini, gitari i kao vokal (od 1998. do danas).

## Diskografija
Objavili su 8 studijskih albuma, 2 albuma uživo, 3 kompilacijska albuma, 13 EP-a, 13 singlica, 2 remix albuma, 3 glazbe za televiziju i film i 5 se puta javljaju na kompilacijskim izdanjima.

### Studijski albumi
- Mogwai Young Team (1997.)
- Come On Die Young (1999.)
- Rock Action (2001.)
- Happy Songs for Happy People (2003.)
- Mr Beast (2006.)
- The Hawk Is Howling (2008.)
- Hardcore Will Never Die, But You Will (2011.)
- Rave Tapes (2014.)
- Every Country's Sun (2017.)
- As the Love Continues (2021.)
- The Bad Fire (2025,)

## Vanjske poveznice
- Mogwai – službene stranice
- [neaktivna poveznica] – neslužbene stranice s kompletnom gigografijom, članci i intervjui